# Инкардарья
Инкардарья (каз. Іңкәрдәрия) — село в Сырдарьинском районе Кызылординской области Казахстана. Административный центр и единственный населённый пункт Инкардарьинского сельского округа. Код КАТО — 434857100.

## Население
В 1999 году население села составляло 1096 человек (588 мужчин и 508 женщин). По данным переписи 2009 года, в селе проживало 1059 человек (561 мужчина и 498 женщин).